# Zemský okres Budyšín
Zemský okres Budyšín (německy Landkreis Bautzen, hornolužickosrbsky Wokrjes Budyšin) je co do rozlohy největším okresem Svobodného státu Sasko v Německu. Má přibližně 297 tisíc obyvatel. Velkou část území okresu zaujímá historická oblast Horní Lužice. Je členem Euroregionu Nisa.

## Dějiny
Okres vznikl v srpnu roku 2008 sloučením městského okresu Hoyerswerda s okresem Budyšín a okresem Kamenec v rámci reformy státní správy.

## Geografie

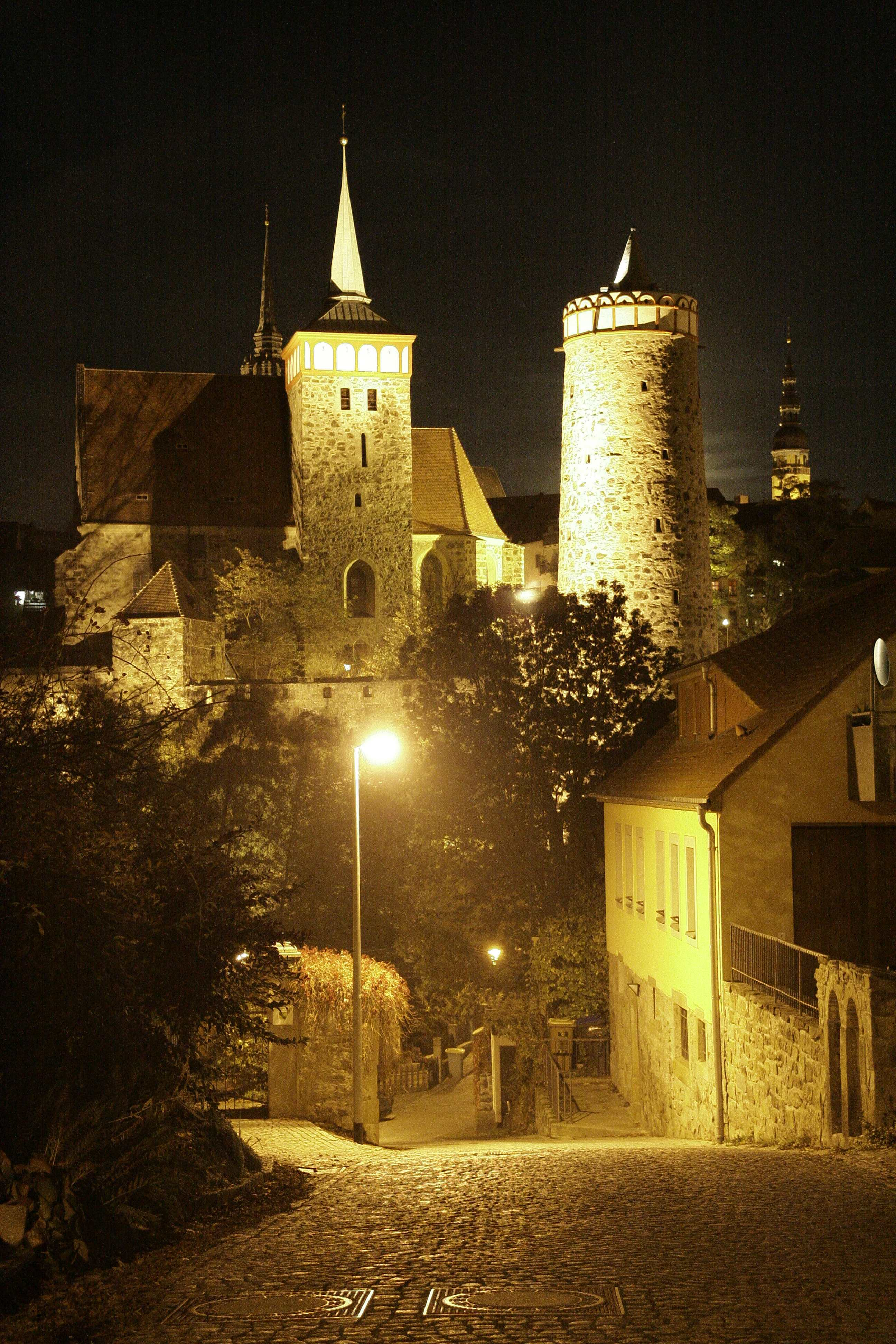
Město Budyšín

Budyšínský okres na severu sousedí s Braniborskem, na východě se Zemským okresem Zhořelec, na jihu sousedí s Českou republikou (Ústecký kraj) a Zemským okresem Saské Švýcarsko-Východní Krušné hory, na západě s městem Drážďany a Zemským okresem Míšeň.
Je pojmenován podle svého největšího města Budyšína, dalšími velkými okresními městy jsou Bischofswerda, Kamenec, Hoyerswerda a Radeberg.
Nejdelší řeka okresu je Spréva, které protéká Budyšínem. Mezi další řeky (přítoky Sprévy) patří např. Malá Spréva a Černý Halštrov.

## Města a obce
Okres se skládá z celkem 57 obcí, z toho je 15 měst (5 z nich má status velké okresní město). Městem s největším počtem obyvatel je Budyšín (38 039 obyvatel), nejlidnatější obcí bez statusu města je Ottendorf-Okrilla (9 879 obyvatel), obcí s nejmenším počtem obyvatel je Puschwitz (762 obyvatel). Plochou největší obcí je Lohsa (134,18 km²), nejmenší pak Frankenthal (9,43 km²).
|     | Název                              | Název (hornolužickosrbsky) | Status              | Počet obyvatel | Rozloha    |
| --- | ---------------------------------- | -------------------------- | ------------------- | -------------- | ---------- |
| 1.  | Arnsdorf                           | Warnoćicy                  | obec                | 5 140          | 35,80 km²  |
| 2.  | Budyšín (Bautzen)                  | Budyšin                    | velké okresní město | 38 039         | 66,62 km²  |
| 3.  | Bernsdorf                          | Njedźichow                 | město               | 6 257          | 59,65 km²  |
| 4.  | Bischofswerda                      | Biskopicy                  | velké okresní město | 10 648         | 46,26 km²  |
| 5.  | Burkau                             | Porchow                    | obec                | 2 677          | 31,83 km²  |
| 6.  | Crostwitz                          | Chrósćicy                  | obec                | 1 036          | 13,32 km²  |
| 7.  | Cunewalde                          | Kumwałd                    | obec                | 4 537          | 26,62 km²  |
| 8.  | Demitz-Thumitz                     | Zemicy-Tumicy              | obec                | 2 667          | 21,07 km²  |
| 9.  | Doberschau-Gaußig                  | Dobruša-Huska              | obec                | 4 195          | 40,48 km²  |
| 10. | Elsterheide                        | Halštrowska Hola           | obec                | 3 402          | 126,81 km² |
| 11. | Halštrov (Elstra)                  | Halštrow                   | město               | 2 697          | 32,64 km²  |
| 12. | Frankenthal                        | Frankln                    | obec                | 906            | 9,43 km²   |
| 13. | Göda                               | Hodźij                     | obec                | 2 966          | 43,26 km²  |
| 14. | Großdubrau                         | Wulka Dubrawa              | obec                | 4 144          | 54,21 km²  |
| 15. | Großharthau                        |                            | obec                | 2 920          | 37,27 km²  |
| 16. | Großnaundorf                       |                            | obec                | 924            | 14,98 km²  |
| 17. | Großpostwitz                       | Budestecy                  | obec                | 2 690          | 16,42 km²  |
| 18. | Großröhrsdorf                      | Wulke Rědorjecy            | město               | 9 672          | 41,95 km²  |
| 19. | Haselbachtal                       |                            | obec                | 3 956          | 37,47 km²  |
| 20. | Hochkirch                          | Bukecy                     | obec                | 2 225          | 41,73 km²  |
| 21. | Hoyerswerda                        | Wojerecy                   | velké okresní město | 31 404         | 95,06 km²  |
| 22. | Kamenec (Kamenz)                   | Kamjenc                    | velké okresní město | 16 861         | 53,15 km²  |
| 23. | Königsbrück                        | Kinspork                   | město               | 4 664          | 77,83 km²  |
| 24. | Königswartha                       | Rakecy                     | obec                | 3 387          | 47,04 km²  |
| 25. | Kubschütz                          | Kubšicy                    | obec                | 2 490          | 43,53 km²  |
| 26. | Laußnitz                           | Łužnica                    | obec                | 1 832          | 63,74 km²  |
| 27. | Lauta                              | Łuty                       | město               | 8 053          | 42,02 km²  |
| 28. | Lichtenberg                        | Swětła                     | obec                | 1 627          | 14,75 km²  |
| 29. | Lohsa                              | Łaz                        | obec                | 5 098          | 134,18 km² |
| 30. | Malschwitz                         | Malešecy                   | obec                | 4 727          | 93,21 km²  |
| 31. | Nebelschütz                        | Njebjelčicy                | obec                | 1 200          | 22,92 km²  |
| 32. | Neschwitz                          | Njeswačidło                | obec                | 2 362          | 46,00 km²  |
| 33. | Neukirch                           |                            | obec                | 1 597          | 39,48 km²  |
| 34. | Neukirch/Lausitz                   | Wjazońca                   | obec                | 4 756          | 21,32 km²  |
| 35. | Obergurig                          | Hornja Hórka               | obec                | 2 046          | 9,84 km²   |
| 36. | Ohorn                              | Mohorn                     | obec                | 2 501          | 12,07 km²  |
| 37. | Oßling                             | Wóslink                    | obec                | 2 210          | 43,58 km²  |
| 38. | Ottendorf-Okrilla                  |                            | obec                | 9 879          | 25,88 km²  |
| 39. | Panschwitz-Kuckau                  | Pančicy-Kukow              | obec                | 2 056          | 23,37 km²  |
| 40. | Pulsnitz                           | Połčnica                   | město               | 7 301          | 26,72 km²  |
| 41. | Puschwitz                          | Bóšicy                     | obec                | 762            | 11,74 km²  |
| 42. | Räckelwitz                         | Worklecy                   | obec                | 1 145          | 11,51 km²  |
| 43. | Radeberg                           |                            | velké okresní město | 18 824         | 29,74 km²  |
| 44. | Radibor                            | Radwor                     | obec                | 3 106          | 61,93 km²  |
| 45. | Ralbice-Róžant (Ralbitz-Rosenthal) | Ralbicy-Róžant             | obec                | 1 717          | 31,69 km²  |
| 46. | Rammenau                           | Ramnow                     | obec                | 1 339          | 10,76 km²  |
| 47. | Schirgiswalde-Kirschau             | Šěrachow-Korzym            | město               | 5 978          | 24,3 km²   |
| 48. | Schmölln-Putzkau                   | Smělna-Póckowy             | obec                | 2 969          | 32,94 km²  |
| 49. | Schwepnitz                         | Sepicy                     | obec                | 2 462          | 55,5 km²   |
| 50. | Sohland an der Spree               | Załom                      | obec                | 6 528          | 37,27 km²  |
| 51. | Spreetal                           | Sprjewiny Doł              | obec                | 1 752          | 108,78 km² |
| 52. | Steina                             | Sćenjow                    | obec                | 1 656          | 12,49 km²  |
| 53. | Steinigtwolmsdorf                  | Wołbramecy                 | obec                | 2 717          | 18,03 km²  |
| 54. | Wachau                             | Wachow                     | obec                | 4 330          | 38,06 km²  |
| 55. | Weißenberg                         | Wóspork                    | město               | 3 068          | 50,92 km²  |
| 56. | Wilthen                            | Wjelećin                   | město               | 4 756          | 17,06 km²  |
| 57. | Wittichenau                        | Kulow                      | město               | 5 648          | 60,68 km²  |